# 한만춘
한만춘(韓萬春, 1921년 ~ 2005년 4월 3일)은 춘천지방법원과 서울민사지방법원 등에서 부장판사를 하다가 법원장으로 승진하여 춘천지방법원, 청주지방법원, 서울가정법원에서 법원장으로 재직한 법조인이다.
서울고등법원 형사1부 재판장으로 재직하던 1971년 6월에 1심에서 반공법위반으로 무죄선고를 받은 피고인의 구속 만기일이 끝나자 법을 위반하여 구속기간을 3회째 연장하여 인권유린, 불법 논란이 있었다. 이에 대해 기세훈 법원장이 "법률상 잘못되었다"며 "사건이 밀리다 보니 그렇게 된 모양이다"고 밝혔다.
서울가정법원장으로 재직하던 1980년 12월 19일에 대법원의 법정 결혼식 실시 계획에 따라서 대법원 청사내의 대법정에서 처음으로 실시된 결혼식의 주례를 봤다.

## 주요 판결
- 춘천지방법원 형사합의부 재판장으로 재직하던 1966년 3월 10일에 안두희에 대한 살인미수로 구속된 곽태영에게 "개인적 원한에 의한 범행이 아니라 김구 살해범의 배후를 캐내고자 하는 공분에서 살의를 품었던 것을 인정하나 사회질서를 문란하게 한 점은 법치국가에서 용납할 수 없다"며 징역3년을 선고했다.[3] 1967년 9월 28일에 춘성민들에게 고무신을 나눠주고 특정 후보의 선거운동을 했던 춘성군 사북면에 사는 한장석 피고인에게 징역4월을 선고하고 법정구속했다.[4] 1968년 1월 11일에 부정수표단속법 위반과 무고 혐의로 불구속기소된 안두희에게 징역1년을 선고하고 법정구속했다.[5] 2월 29일에 1967년 8월 2차례 북한을 왕래하면서 노동당 간부 윤오석과 접선하여 지령을 받고 암약했던 윤차석에게 국가보안법, 반공법을 적용하여 사형을 선고하면서 윤삼석에게 징역15년 자격정지10년, 윤석호와 윤문석,  윤차석의 처 채산옥에게 징역3년6월, 윤삼석의 처 박병집 집행유예2년 , 달러 상인 이순부와 이희정에게 징역10월 집행유예2년을 각각 선고했다.[6] 8월 22일에 1967년초 동해안 어로 저지선 부근에서 어로작업중 북한 함정에 의해 납북되어 20일만에 귀환하여 반공법위반으로 구속됐다가 속초지원에서 무죄선고를 받은 52명의 납부 어부들에게 반공법 제6조 1항 탈출죄를 적용해 징역8월 집행유예2년을 각각 선고했다.[7]
- 서울고등법원 형사1부 재판장으로 재직하던 1971년 1월 20일에 정인숙 피살 사건으로 살인죄 등을 적용해 1심에서 사형을 선고받은 정종욱에게 강도죄를 배척하면서 무기징역, 1심에서 징역1년을 선고받은 신현정에게 "권총을 빌려준 행위 자체에 살인에 대한 미필적 고의가 인정된다"며 살인방조를 적용하여 징역3년을 선고했다.[8] 10월 18일에 동양통신 기자에 대한 군사기밀 누설에 의한 반공법위반 필화 사건 항소심에서 "피고인들의 보도 행위는 기밀을 누설하여 북한을 이롭게 할 의사를 인정할 수 없다"며 "무죄를 선고한 원심은 정당하다"고 했다.[9] 12월 28일에 치과의사가 성형 수술을 하여 1심에서 의료법 위반으로 징역2년 벌금 50만원 선고 받은 피고인에게 "심미 성형이나 미용 성형은 의료의 기초적이고 초보적인 행위로 질병의 예방이나 치료행위가 아니므로 의료행위에 속하지 않는다"며 무죄를 선고했다.[10] 1974년 1월 15일에 퇴직금 추가 지급 소송에서 원고승소판결했던 사건의 항소심에서 "종업원에게 부정기적으로 지급한 상여금과 수당은 퇴직금 산정의 기초가 되는 평균 임금을 계산하는데 포함할 수 없다"고 하면서 원심을 깨고 원고 패소 판결했다.[11]